# Crisógono Sierra y Velásquez
Su nombre de pila fue Juan de Dios Sierra Velásquez y nació en la Aldea de Aná, altual barrio Robledo en (Medellín), Colombia, 30 de enero de 1877 - provincia de Atacama, Chile, 3 de julio de 1945) al ordenarse asume el nombre de Fray Crisógono Sierra y Velásquez, fue conocido por los chilenos como "Padre Negro", fue un sacerdote católico colombiano. 

## Biografía
Hijo de José María Sierra y Camila Velásquez, fue el cuarto de ocho hermanos en una familia bien acomodada, aunque profundamente cristiana.
Desde muy pequeño su característica tez negruzca lo diferenció de sus hermanos, pues era el único con ese color de piel, el cual se remontaba hasta un tatarabuelo.
Sierra y Velásquez estudió medicina, ingeniería y leyes, pero su vocación religiosa y su perseverancia le permitieron ser aceptado como estudiante seminarista en Bélgica, a los 33 años de edad, siendo ordenado sacerdote el 20 de agosto de 1916 (recibiendo entonces el nombre de Fray Crisógono).
Mucho antes fue rechazado en el seminario en Colombia por su edad, no obstante, gracias a su insistencia, el padre Juan José de Cock, Comisario General de los Franciscanos Belgas en Chile, lo aceptó en circunstancias que visitaba este país. De allí, el Padre Negro fue enviado a Europa.
De acuerdo al biógrafo, una vez recibida su “obediencia”, todos pensaban que el fray Crisógono volvería a Colombia, sin embargo, expresó su deseo de ir a Chile, pues había recibido muchos comentarios que allí “se amaba mucho a la Santísima Virgen”.
Otras versiones menos amables señalan que en Bélgica no era bien visto que un cura negro, con sus manos negras y toscas, le diera la comunión a la gente. Entonces, lo mandaron al Perú, pero por situaciones del destino, el barco se pasó y llegó a Chile.

## Atacama
De acuerdo al historiador Vidal Naveas Droguett, fray Crisógono llegó a Chile en 1920 y específicamente a Copiapó en 1921, formando parte de la comunidad franciscana en el Convento de San Francisco.
Aquí, casi de inmediato alcanzó gran popularidad por su sentido del humor y por el color oscuro de su piel. Era común escuchar sus bromas por su tez negra, y fue justamente por ello que se ganó, cariñosamente, el apodo del “Padre Negro”.
Fue trasladado como párroco de Caldera en 1925. Sin embargo, continuó su misión itinerante, recorriendo diariamente las caletas de pescadores o construyendo sus cruces y capillas. En este puerto, con ayuda y esfuerzo de varios vecinos, levantó un santuario que denominó Gruta de Lourdes, la misma que la voluntad popular terminó llamando la Gruta del Padre Negro, y que hoy es lugar de peregrinación y atracción turística.
Montado en su caballo blanco, a pie o en tren, el Padre Negro recorrió minas, caletas, haciendas, y todo lugar poblado existente en la antigua provincias de Atacama, impartiendo los sacramentos, en una misión evangelizadora, que muchas veces fue criticada hasta por la superioridad de la Iglesia.

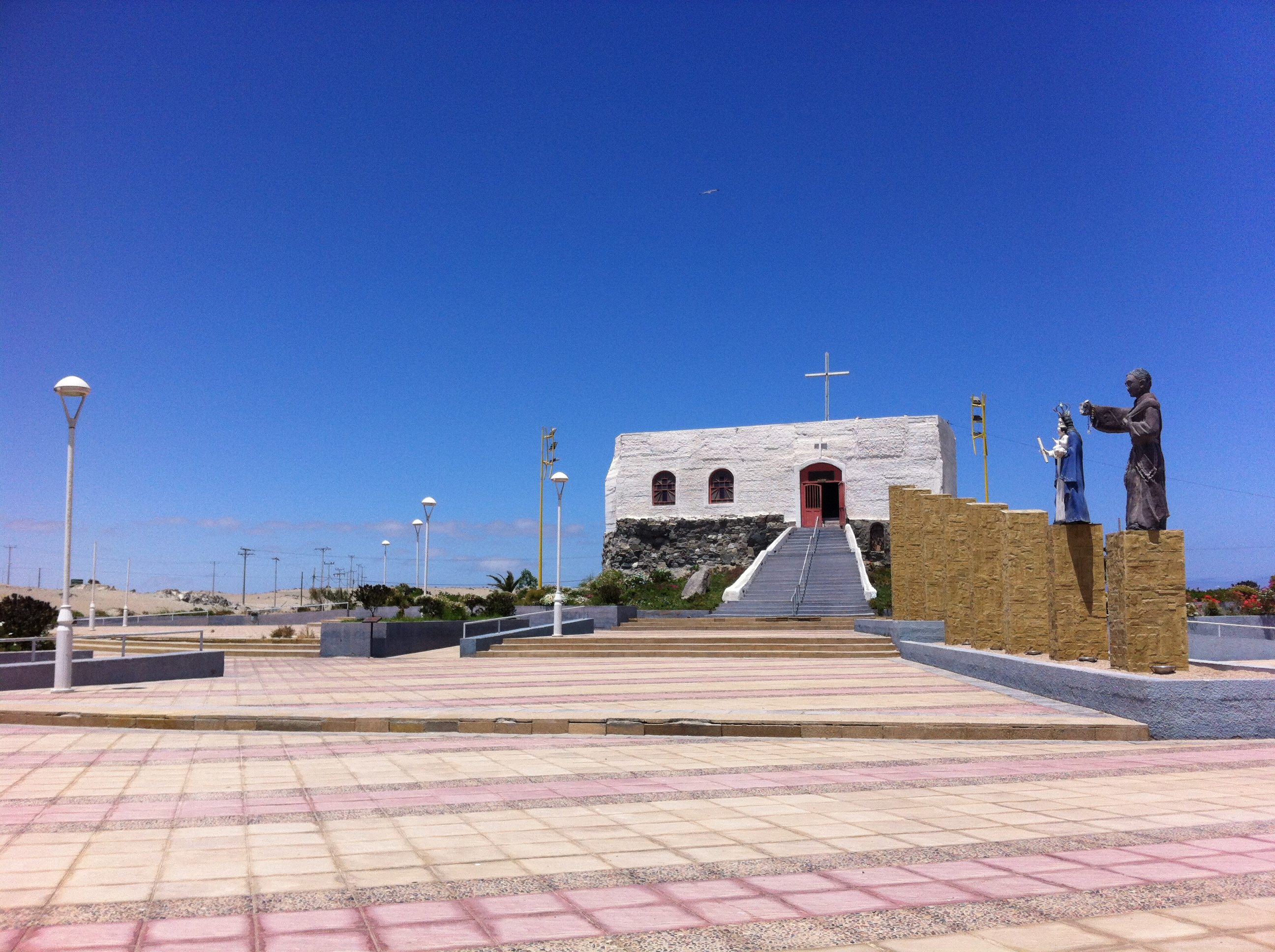
Gruta del Padre Negro, Caldera, Chile.

El Padre Negro se ha mantenido como una figura legendaria de la historia de la Región de Atacama debido a sus variadas predicciones, como cuando una familia camino a Caldera lo encontró en su camino y le ofreció llevarlo, pero él se negó. Luego al llegar al puerto, el Padre ya había arribado hace bastante tiempo, pero ni un vehículo los había repasado; También se anticipó a muertes, lutos o enfermedades, y tuvo sueños premonitorios, como cuando vislumbró encontrar rieles enterrados en el patio de la parroquia en Caldera, y posteriormente los encontró.
No obstante sus asombrosas capacidades, la predicción más famosa fue la relativa al terremoto del 10 de diciembre de 1922. De acuerdo al historiador Tussel Caballero Iglesias, en el libro “El Padre Negro, un cura de alma blanca”, esta hazaña fue incluso celebrada por la prensa de la época.
Fue el artífice del ahora tradicional cruz del Cerro Chanchoquín, que fue inaugurada por el Obispo de la Diócesis de La Serena, don José María Caro, en 1938. Desde lo alto bendijo a los copiapinos, y particularmente a quienes le ayudaron a levantar el símbolo que acompaña esta ciudad.
Falleció en el puerto de Caldera el 3 de julio de 1945, a la edad de 68 años, producto de un infarto cardíaco. Sus restos yacen en el Mausoleo del Niño Jesús de Praga en el Cementerio Municipal de dicha ciudad.